# Mirosternus duplex
Mirosternus duplex är en skalbaggsart som beskrevs av Perkins 1910. Mirosternus duplex ingår i släktet Mirosternus och familjen trägnagare. Inga underarter finns listade i Catalogue of Life.